# Ilhéu Rabo de Junco
Die unbewohnte Insel Ilhéu Rabo de Junco (Kapverdisches Kreol: Djeu Rób d Junk) liegt etwa 500 m westlich vom kapverdischen Sal entfernt. Das vegetationslose Eiland ist etwa 100 m lang und 100 m breit. 